# Patronatserklärung
Die Patronatserklärung ist der Sammelbegriff für nach Inhalt und Umfang nicht normierte schuldrechtliche Erklärungen im Gesellschaftsrecht, wonach ein Unternehmen oder eine kommunale Gebietskörperschaft („Patron“) dafür sorgen will, dass eine kreditnehmende Tochtergesellschaft ihre Kreditverpflichtungen erfüllt.

## Allgemeines
Der Begriff Patronatserklärung ist aus dem Französischen abgeleitet und geht auf das Verb patronner („eintreten für“) zurück. Deshalb heißt sie hier „lettre de patronage“ oder „lettre d’intention“. Im englischen Sprachgebrauch gibt es hierfür vielfältige Bezeichnungen wie „letter of Comfort“, „letter of assurance“, „letter of awareness“, „letter of intent“ oder „letter of responsibility“. Die Patronatserklärung ist eine Kreditsicherheit, und zwar gehört sie konkret im Bankwesen zu den Personalsicherheiten. Beteiligte bei der Patronatserklärung sind der sie ausstellende Patron, die von ihr begünstigte Tochtergesellschaft und deren Kreditgeber.

## Rechtsfragen
Die Patronatserklärung ergibt sich nicht aus dem BGB, das mit der Bürgschaft und dem Kreditauftrag als Drittsicherheiten (Interzession) durchaus ähnliche Kreditsicherungsmittel kennt. Sie entstand vielmehr aus der Kautelarpraxis des Wirtschaftsrechts und ist – wie die Bürgschaft – dem Schuldrecht zuzuordnen, das keinen Typenzwang kennt. Die schuldrechtliche Privatautonomie ist der Grund, warum Patronatserklärungen keinerlei inhaltlichen Vorgaben unterliegen.
Eine bankaufsichtsrechtliche Legaldefinition fand sich in der Großkredit- und Millionenkreditverordnung (§ 1 Abs. 2 GroMiKV a. F.) vom 29. Dezember 1997, die jedoch auf regulatorische Zwecke reduziert war und deshalb keinesfalls allgemeinrechtlichen Anforderungen genügte:

„Eine Patronatserklärung im Sinne dieser Verordnung ist eine Willenserklärung, die das (Kredit-)Institut verpflichtet, die Erfüllung der Verbindlichkeit eines anderen Unternehmens sicherzustellen.“

Zwar wird die Patronatserklärung in der GroMiKV vom Dezember 2013 weiterhin erwähnt (§ 2 Abs. 2 Nr. 1 GroMiKV), doch nicht mehr definiert. Nach herrschender Meinung ist sie als formfreier Vertrag zugunsten Dritter mit einseitig verpflichtendem Charakter einzuordnen. Der Vertragsinhalt einer Patronatserklärung ist im Zweifel nach §§ 133, § 157 BGB durch Auslegung zu ermitteln.

## Entstehung
Ursprünglich wurden Ende der 1960er Jahre Patronatserklärungen von Großkonzernen als Mittel zur Unterstützung ihrer – meist ausländischen – Tochtergesellschaften bei der Vergabe von Krediten verwendet. Jens Koch verfolgt sie bis einige Jahre vor 1967 zurück. In einem deutschen Lexikon tauchte sie 1967 erstmals als neue Form der Kreditsicherung auf, die sich „in letzter Zeit“ entwickelt habe, um die Gesellschaftsteuerpflicht zu umgehen. Genau diesen Zusammenhang griff das Bundesfinanzministerium im Dezember 1967 auf, als es in einem Schreiben darauf hinwies, dass Patronatserklärungen der Gesellschaftsteuer zu unterwerfen seien. Die Patronatserklärung diente tatsächlich der Umgehung einer Steuerpflicht des ehemaligen Kapitalverkehrsteuergesetzes vom Oktober 1934, das in § 3 Abs. 2 KVStG eine Steuerpflicht für herkömmliche Kreditsicherheiten vorsah. Zwar unterwarf alsbald der Gesetzgeber auch die Patronatserklärung dem KVStG, doch änderte weder dies noch die Abschaffung des KVStG im Dezember 1971 die Popularität der Patronatserklärung. Sie diente weiterhin als Umgehung der Vermerkspflicht für Kreditsicherheiten, wie sie in § 151 Abs. 5 AktG 1965 vorgesehen war. Selbst als das Institut der Wirtschaftsprüfer (IdW) die so genannte „harte“ Patronatserklärung 1976 als vermerkungspflichtig einstufte, blieb die Bedeutung der Patronatserklärung unverändert hoch. Für Rümker war sie noch ein Sammelbegriff für verschiedene Erklärungsvarianten, deren „juristische Bandbreite von Mitteilungen mit „Good Will“-Charakter bis zur Verpflichtung mit garantieähnlichem Inhalt reicht“. Mosch zählt 1977 bereits 22 verschiedene Versionen auf. Entsprechend hoch ist seitdem die Formulierungsbandbreite, die auch aus der fehlenden gesetzlichen Regelung resultiert.

## Arten
Patronatserklärungen sind gesetzlich nicht geregelt und selten Gegenstand von Gerichtsentscheidungen. Deshalb werden Voraussetzungen, Inhalt und Reichweite in der Literatur ausführlich behandelt. Allen Varianten gemeinsam ist jedoch der Anlass ihrer Entstehung. Mit ihrer Hilfe will der „Patron“ die Zweifel des Gläubigers an der Bonität seiner Tochtergesellschaft ausräumen, indem er bestimmte gläubigerschützende Formulierungen wählt. Rechtssystematisch lassen sich dabei folgende Varianten unterscheiden.

### „Weiche“ Patronatserklärung
Sie ist eine für den „Patron“ rechtlich unverbindliche „Erklärung guten Willens“. „Weiche“ Patronatserklärungen sind nicht auf Zahlung gerichtet und entfalten keine Haftung des Patrons, sondern umfassen sonstige Handlungen wie Auskünfte, Informationen oder so genannte „Management-Klauseln“, mit denen der Patron die Einhaltung der Überwachungspflichten, eine ordnungsgemäße Geschäftsführung oder seinen Einfluss auf die Geschäftsführung geltend machen wird, damit diese ihren Verpflichtungen nachkommt. Sie lösen keine Vermerk- oder Angabepflichten in der Bilanz des Patrons aus. Hierin erklärt der Patron lediglich, dass er (mehrheitlich) an der kreditnehmenden Tochtergesellschaft beteiligt ist (Beteiligungsklausel) und während der Kreditlaufzeit auch nicht beabsichtigt, diese Beteiligung zu veräußern (Absichtserklärung). Ferner wird der Patron seinen gesellschaftsrechtlichen Überwachungspflichten nachkommen (Kontrollklausel). Weiche Patronatserklärungen, bei denen es sich um bloße Informationen über die Zahlungsfähigkeit einer Tochtergesellschaft oder um allenfalls moralisch verpflichtende Goodwill-Erklärungen handelt, haben keinen rechtsgeschäftlichen Charakter und begründen damit keine irgendwie geartete Verbindlichkeit des Patrons, so dass die kreditgebende Bank keinen einklagbaren Anspruch hieraus ableiten kann. In einem solchen Fall ist grundsätzlich auch kein Raum für einen Anspruch der kreditgebenden Bank auf Schadenersatz aus Vertrauenshaftung bzw. Verschulden bei Vertragsabschluss.

### „Harte“ Patronatserklärung
Sie geht über den Erklärungsumfang der „weichen“ Form hinaus. Danach verpflichtet sich der Patron uneingeschränkt entweder im Innenverhältnis zu seiner Tochtergesellschaft oder im Außenverhältnis zu deren Gläubiger, während der Kreditlaufzeit seine Tochtergesellschaft derart zu leiten und finanziell so auszustatten, dass sie zur Erfüllung der gegenwärtigen und künftigen Verbindlichkeiten fristgemäß imstande ist (Ausstattungsverpflichtungsklausel). Eine harte Patronatserklärung statuiert eine rechtsgeschäftliche Einstandspflicht des Patrons gegenüber dem Adressaten der Erklärung; sie löste bis zum BilRuG eine Bilanzierungspflicht nach § 251 Satz 1 HGB „unterm Bilanzstrich“ aus, nun muss dieses Haftungsverhältnis im Anhang des Jahresabschlusses des Mutterunternehmens aufgeführt werden. Die Haftungsfolge hat der Bundesgerichtshof in einem grundlegenden Urteil bestätigt, wonach die Kreditinstitute aus einer „harten“ Patronatserklärung regelmäßig einen Anspruch auf Schadensersatz wegen Nichterfüllung gegen den Patron haben. Hier hatte der BGH – gestützt auf die herrschende Literaturmeinung – auch klargestellt, dass kreditnehmende Tochtergesellschaft und Patron nebeneinander wie Gesamtschuldner haften und nicht etwa wie ein Ausfallbürge anzusehen sind. Es genügt für die uneingeschränkte Haftung des Patrons der Nachweis der Zahlungsunfähigkeit der kreditnehmenden Tochtergesellschaft.
Eine von der Muttergesellschaft zugunsten ihrer Tochtergesellschaft abgegebene konzerninterne Patronatserklärung wird auch als Verlustdeckungszusage oder Verlustübernahmeerklärung bezeichnet. Sie begründet auch in der Insolvenz der Tochtergesellschaft zu deren Gunsten einen eigenen vom Insolvenzverwalter zu verfolgenden Ausstattungsanspruch gegen die Muttergesellschaft. Mit Hilfe einer konzerninternen Patronatserklärung, durch die sich die Muttergesellschaft gegenüber ihrer Tochtergesellschaft verpflichtet, dieser die zur Erfüllung ihrer jeweils fälligen Forderungen benötigten Mittel zur Verfügung zu stellen, kann die Zahlungsunfähigkeit der Tochtergesellschaft vermieden werden. Dies setzt jedoch – falls nicht der Tochtergesellschaft ein ungehinderter Zugriff auf die Mittel eröffnet wird – voraus, dass die Muttergesellschaft ihrer Ausstattungsverpflichtung tatsächlich nachkommt.
Die von der Muttergesellschaft dem Gläubiger ihrer Tochtergesellschaft erteilte externe Patronatserklärung verwandelt sich in der Insolvenz der Schuldnerin in eine Pflicht zur Direktzahlung an diesen. Eine solche konzernexterne Patronatserklärung schafft jedoch keine eigenen Ansprüche der Tochtergesellschaft gegen die Muttergesellschaft.

### Konzerninterne und konzernexterne Patronatserklärung
Zu unterscheiden sind ferner nach dem Erklärungsempfänger:
konzerninternen Patronatserklärung
die Muttergesellschaft verpflichtet sich im Konzern als Patron gegenüber der Tochtergesellschaft, dieser die zur Erfüllung ihrer jeweils fälligen Verbindlichkeiten benötigten Mittel zur Verfügung zu stellen. Damit kann die Zahlungsunfähigkeit der Tochtergesellschaft vermieden werden, wenn die Muttergesellschaft ihrer Ausstattungsverpflichtung tatsächlich nachkommt. Eine Zahlungspflicht unmittelbar an die Gläubiger der Tochtergesellschaft besteht nicht. Im letztgenannten Urteil geht der BGH davon aus, dass eine an den Gläubiger gerichtete harte (externe) Patronatserklärung der Muttergesellschaft weder die objektive Zahlungsunfähigkeit der Tochtergesellschaft noch die darauf bezogene Kenntnis des Gläubigers beseitigt.
konzernexterne Patronatserklärung
richtet sich von der Muttergesellschaft direkt an konzernfremde Gläubiger der begünstigten Tochtergesellschaft und wandelt sich nach der bisherigen Rechtsprechung im Insolvenzfall ausnahmsweise in eine Pflicht zur direkten Zahlung des Patrons an den Gläubiger. Diesem Urteil zufolge statuiert eine harte Patronatserklärung eine rechtsgeschäftliche Einstandspflicht des Patrons gegenüber dem Kreditgeber. Der Patron haftet neben dem Kreditnehmer wie bei der echten Gesamtschuld, nicht im Range nach diesem. Ein eigener Anspruch der Schuldnerin wird aber dadurch aufgrund der Rechtsnatur der konzernexternen Patronatserklärung nicht begründet, da es sich bei ihr nur um eine einseitige vertragliche Verpflichtung des Patrons gegenüber einem Kreditgeber handelt, die Kreditnehmerin mit finanziellen Mitteln entsprechend auszustatten. Der BGH stellte zudem klar, dass der Patron nicht etwa wie ein Ausfallbürge haftet, sondern verletzt seine Ausstattungspflicht spätestens mit der Eröffnung des Insolvenzverfahrens über den Kreditnehmer.
Eine besondere Unterform der konzernexternen Patronatserklärung stellt die Patronatserklärung „ad incertas personas“ dar, die vom Patron entweder allgemein gegenüber der Öffentlichkeit (in Geschäftsberichten) oder gezielt gegenüber einer bestimmten Gläubigergruppe abgegeben wird. Ihr wird kein rechtsgeschäftlicher Charakter beigemessen; sie ist mithin kein Vertrag, weil der Begünstigte hieraus Ansprüche nur dann geltend machen kann, wenn er von ihr Kenntnis erlangt und sie wenigstens konkludent angenommen hat.

## Anspruchsgrundlage
Anders als bei einer Bürgschaft, Garantie oder einem Schuldbeitritt beinhaltet die Patronatserklärung keine Übernahme einer vertraglichen Zahlungsverpflichtung des Patrons gegenüber den Gläubigern der Tochtergesellschaft, falls diese ihre Verbindlichkeiten nicht erfüllt. Die Anspruchsgrundlage „Schadenersatz wegen Nichterfüllung“ aus den §§ 280 ff. BGB resultiert daraus, dass der Patron seiner finanziellen Unterstützungs- und Ausstattungspflicht schuldhaft nicht nachgekommen ist, weil er seine Tochtergesellschaft eben verpflichtungswidrig nicht in die Lage versetzt hat, ihre von der Erklärung begünstigten Kredite fristgemäß zurückzuzahlen. Der Schaden besteht in der uneinbringlichen Forderung des Kreditgebers.
Patronatserklärungen einer kommunalen Gebietskörperschaft werden in ihrer rechtlichen Tragweite nach dem EU-Beihilferecht mit einer Ausfallbürgschaft gleichgesetzt. Sie entfalten daher die gleiche Wirkung hinsichtlich der grundsätzlichen Notifizierungspflicht nach EU-Recht.
Auch wenn die Patronatserklärung eine typische Kreditsicherungsart für Konzernverbindungen darstellt, so darf diese Erklärung nicht auf die Beziehung Muttergesellschaft-Tochtergesellschaft reduziert werden. Diese Erklärung kann auch bei ganz anders gearteten Rechtsbeziehungen oder wirtschaftlichen Interessenlagen abgegeben werden.

## Kündigung
Die Parteien können in Ausübung der ihnen zustehenden Privatautonomie ein ex nunc wirkendes Kündigungsrecht der Patronin vereinbaren. Die Gläubiger sollten deshalb nur Patronatserklärungen ohne Kündigungsklausel hereinnehmen, da ansonsten die Sicherung im Kündigungsfall verloren geht. Aber auch eine unbefristete Patronatserklärung ist kündbar. Da es sich hierbei um ein Dauerschuldverhältnis handelt, kann diese Patronatserklärung gemäß § 314 BGB aus wichtigem Grund gekündigt werden. Diese außerordentliche Kündigung wirkt jedoch nur vom Zeitpunkt der Kündigung an (ex nunc), so dass der Patron mit der bis zu diesem Zeitpunkt entstehenden Einstandspflicht zugunsten der Tochtergesellschaft von Seiten des außenstehenden Gläubigers in Anspruch genommen werden kann.

## Auslegungsfragen
Die juristische Bandbreite der Formulierungsalternativen einer Patronatserklärung macht sie der Auslegung zugänglich. Ausgangspunkt jeder Auslegung sind der Vertragswortlaut sowie die Berücksichtigung der Interessen der Vertragspartner. Von entscheidender Bedeutung ist dabei die Auslegung des Rechtsbindungswillens. Geringer Rechtsbindungswille ist eher bei privaten Patronen und Patronatserklärungen gegenüber einer größeren Zahl von Gläubigern oder gar der Allgemeinheit vorhanden. Bei Kreditinstituten und Firmen indes geht die Literatur und Rechtsprechung eher davon aus, dass diese Kreise Begriffe und Formulierungen sorgsam auswählen. Deshalb kann hierbei in der Regel von einem eindeutigen Sachverhalt ausgegangen werden, sodass für eine weitere Auslegung kein Platz ist.

## Bilanzierung
Bilanziert (genauer: vermerkt) wird nur die „harte“ Patronatserklärung „unter der Bilanz“ des Patrons nach § 251 in Verbindung mit § 268 Abs. 7 HGB wie andere Eventualverbindlichkeiten, da sie die Voraussetzungen eines Gewährleistungsvertrages erfüllt. Dies ist ein eigenständiger bilanzrechtlicher Begriff, der jeden nicht als Bürgschaft zu qualifizierenden Vertrag erfasst, durch den die Verpflichtung begründet wird, für einen bestimmten Erfolg oder eine Leistung oder für den Nichteintritt eines bestimmten Nachteils einzustehen, soweit hiermit eine Vermögensbelastung verbunden sein kann. Über den Vermerk kann der Gläubiger letztlich erkennen, dass die ihm vorliegende Patronatserklärung aus Sicht des Patrons eine verpflichtende, justiziable Wirkung entfaltet. Verpflichtungen hieraus sind jedoch erst zu passivieren, wenn die Gefahr einer Inanspruchnahme ernsthaft droht (§ 249 Abs. 1 Satz 1 HGB).
Bei ernsthaft drohender Inanspruchnahme des Patrons ist – an Stelle des Vermerks unter der Bilanz – die Passivierung als Rückstellung für ungewisse Verbindlichkeiten vorzunehmen (§ 249 Abs. 1 Satz 1 HGB), denn jede Verbindlichkeit – auch eine ungewisse – setzt eine Verpflichtung gegenüber einem Gläubiger aus einem Schuldverhältnis voraus. Dem Patron droht ernsthaft eine Inanspruchnahme in der Krise oder der Insolvenz des kreditnehmenden Unternehmens, denn dann steht dem Gläubiger ein unmittelbar durchsetzbarer Anspruch gegen den Patron zu.

## International
Ersichtlich ist die Patronatserklärung (englisch letter of comfort) in keinem Land der Welt gesetzlich geregelt, hat aber im internationalen Wirtschaftsverkehr eine weite Verbreitung gefunden.

### Österreich
Der österreichische Oberste Gerichtshof sieht die Patronatserklärung „als Mittel der Kreditsicherung für eine Vielzahl von Erklärungen unterschiedlicher rechtlicher Prägung, die von einer vom Kreditnehmer verschiedenen, zu diesem jedoch regelmäßig in einem Naheverhältnis stehenden Person, dem Patron, abgegeben werden und von ihrem Inhalt her von völlig unverbindlichen Erklärungen bis hin zum Garantievertrag reichen“. Beim Patron erfolgt die Angabe unter den Haftungsverhältnissen gemäß § 199 UGB sowie im Anhang nach § 237 Ziffer 3 UGB.

### Schweiz
Auch in der Schweiz lässt sich die Patronatserklärung nicht ins gesetzgeberische System der Sicherheiten, insbesondere der Personalsicherheiten, einordnen; sie ist weder Bürgschaft noch Garantieversprechen. Ist sie als Eventualverpflichtung zu beurteilen, muss sie nach Art. 670 Abs. 1 OR im Anhang zur Bilanz aufgeführt werden.